# Tadellöser & Wolff (Film)
Tadellöser & Wolff ist ein Fernseh-Zweiteiler aus dem Jahr 1975, der von der Polyphon Film- und Fernsehgesellschaft für das ZDF in Sepia produziert wurde. Er basiert auf dem gleichnamigen Roman von Walter Kempowski. Die Erstausstrahlung fand am 1. und 3. Mai 1975 statt. Der Film war ein großer Erfolg, sowohl für Eberhard Fechner als Regisseur als auch für Walter Kempowski als Autor der Romanvorlage. 1976 erhielt Fechner den Sonderpreis des Kultusministers von Nordrhein-Westfalen im Rahmen des Adolf-Grimme-Preises.

## Handlung
Der Film beginnt wie eine Dokumentation: Ernst Jacobi in der Rolle von Walter Kempowski führt den Zuschauer mit Familienfotos und Aufnahmen aus Rostock in das Geschehen ein. In der Folge kommentiert Jacobi die Filmhandlung gelegentlich aus dem Off.
Der Film schildert detailgetreu und nah an der Romanvorlage das Leben der bürgerlichen Familie Kempowski in den Jahren 1939 bis 1945 in Rostock. Dabei gibt es neben der Schilderung der besonderen Ereignisse im Leben von Walter und in der Familie auch immer wieder Darstellungen des Alltags, wie bei Spaziergängen mit dem Vater durch Rostock, in der Schule und Jugendgruppe, mit Freunden und Swing-Musik, bei gemeinsamen Essen und Weihnachtsfeiern mit der Familie, bei Kirchgängen oder Kinobesuchen. Vater Karl liebt Zigarren der Firma „Loeser & Wolff“, was ihn bei einem Lob stets zu dem Ausspruch „tadellos, tadellöser, Tadellöser und  Wolff“ veranlasst.

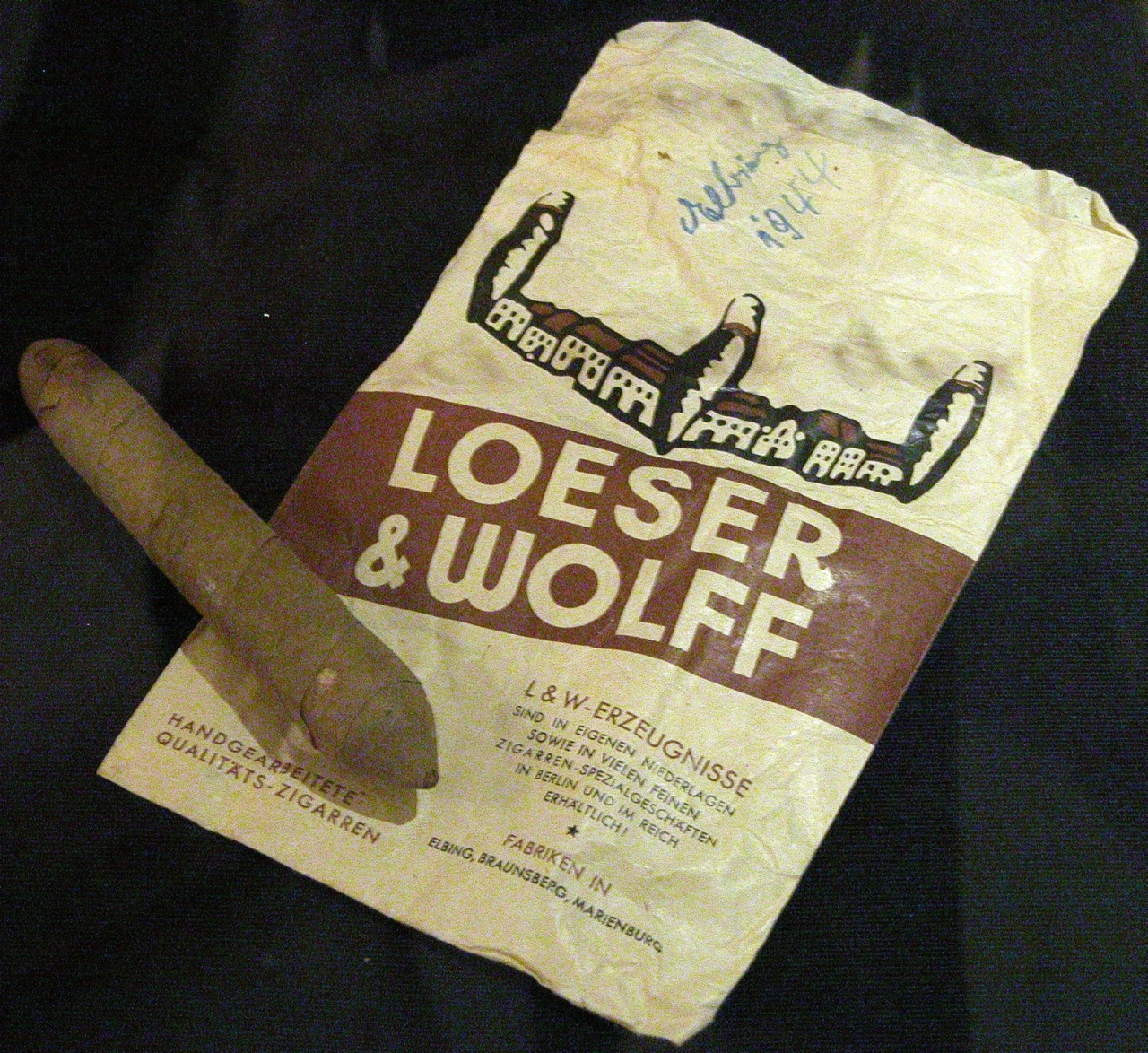
Papiertüte und Zigarre der Marke Loeser & Wolff

Die Handlung beginnt mit dem Einzug der Familie Kempowski in eine neue Wohnung in Rostock am 16. April 1939. Es folgt die Schilderung der Situation in der neuen Wohnung und der Begebenheiten in der Familie, bei einem gemeinsamen Essen, bei einem Besuch beim Großvater und bei einer Szene mit der Nachbarstochter.
Während eines Abendessens kündigt Vater Karl eine Urlaubsreise an. Die Familie fährt am 10. August 1939 in den Harz. Sie wohnen in einem Offiziersheim. Dort erreicht sie die Nachricht von einem drohenden Kriegsbeginn, worauf sie verfrüht abreisen.
Bald nach der Rückkehr der Familie verstirbt der Großvater väterlicherseits. Bei der Sichtung des Nachlasses werden erhebliche Schulden festgestellt, die nun zurückbezahlt werden müssen, daher kann die Familie auch nicht in die Villa des Großvaters einziehen, sondern vermietet sie. Am ersten Weihnachtsfeiertag wird Walter krank. Der Arzt diagnostiziert Scharlach und spricht über einen Genesungszeitraum von sechs Wochen.
Später nimmt Walter Klavierunterricht. Die Klavierlehrerin ist streng, und Walter scheint nicht genug geübt zu haben. Dennoch spielt er 1941 Klavier auf einer Weihnachtsfeier der Hitlerjugend im Rostocker Stadttheater.
Dann kommt es zu einem schweren Bombenangriff auf Rostock. Mutter Grete ist als Luftschutzwart eingeteilt, sie schickt die Hausbewohner in den Keller. Das Wohnhaus wird nur leicht beschädigt, aber es gibt einige Bombentreffer in der Straße. Bruder Robert, der als Melder in der Stadt unterwegs war, berichtet über die erheblichen Zerstörungen in Rostock. Auch Dr. Krauses Selterswasserfabrik in der Nachbarschaft brennt ab.
Der Däne Sven Sörensen, ein Mitarbeiter im Kontor des Vaters, wurde von der Gestapo festgenommen, weil er Bombentreffer in einen Stadtplan eingezeichnet hatte. Mutter Grete spricht bei der Gestapo vor, um ihn frei zu bekommen. Er kommt auch kurz darauf frei und zieht in die Wohnung der Familie Kempowski ein, weil seine eigene Wohnung durch Bombentreffer zerstört wurde.
Vater Karl kommt als Oberleutnant auf Fronturlaub nach Hause, und es gibt zunächst Spannungen in der Familie, die sich dann aber später wieder beruhigen. Da Walters Leistungen in der Schule erheblich nachgelassen haben, wird beschlossen, dass er zur Nachhilfe zu der sehr strengen Anna Kröger, genannt Tante Anna, gehen muss.
Walters Schwester Ulla und Sven Sörensen heiraten im Mai 1943. Die Rassengesetze bereiten dem jungen Paar keine Schwierigkeiten, da Sven „Nordländer“ ist. Die Hochzeitsfeier findet in der Wohnung der Familie Kempowski statt, da man das Essen wegen der Kriegswirtschaft „schwarz“ besorgen musste, und es reisen dazu viele Verwandte an. Ulla und Sven siedeln dann nach Dänemark über. Die Familie verabschiedet die beiden auf dem Bahnhof am Zug nach Kopenhagen. Die in Rostock zurückbleibenden Familienangehörigen sind einerseits traurig über den Abschied, andererseits aber auch froh, da Ulla nun in Sicherheit ist.
In den Schulferien 1944 verbringt Walter drei Wochen auf Gut Germitz. Der Gutshof am Plauer See gehört der Familie von Ferdinand von Germitz, den er von der Nachhilfe bei Anna Kröger kannte. Während seines Aufenthalts lernt er Greta, die Schwester von Ferdinand, näher kennen.
Vater Karl kommt im Oktober 1944 noch einmal auf Urlaub nach Hause. Aufgrund der aktuellen Kriegssituation ist die Stimmung während seines Aufenthalts schon sehr betrübt. Am Ende seines Urlaubs verabschieden Walter und seine Mutter den Vater auf dem Bahnhof. Von dort aus kehrt er in eine ungewisse Zukunft wieder auf seinen Posten zurück.
Da das Haus des Vaters von Mutter Grete in Hamburg durch Bombentreffer zerstört wurde, ist er nach Rostock gekommen. Der Großvater wird in der Wohnung der Familie aufgenommen. Auch wurde inzwischen ein Flüchtling, die Frau Stoffel, einquartiert.
Am 17. Februar 1945 wird auch Walter noch eingezogen. Er ist als Kurier eingesetzt, und Mitte April 1945 bei einem Auftrag in Berlin erkennt er, dass die Rote Armee schon sehr nahe an die Stadt herangekommen sein muss. Er sucht einen Weg aus der Stadt, und es gelingt ihm dann, in Nauen noch einen Zug nach Rostock zu finden, mit dem er am 25. April 1945 wieder in Rostock ankommt.
Der Film endet mit der Szene am 1. Mai 1945, an dem Walter mit Mutter und Großvater auf dem Balkon sitzt und dann sowjetische Soldaten Rostock besetzen.

## Familienjargon und Redensarten
Ein prägendes Merkmal der Verfilmungen (wie auch des Buches) sind spezielle Sprüche und Redensarten, mit denen Familienmitglieder miteinander kommunizieren. Vereinzelt fanden diese Redewendungen Eingang in die deutsche Alltagssprache.

## Dreharbeiten
Lediglich die Szenen, in denen Ernst Jacobi in die Geschichte einführt, sind in Farbe gedreht. Für die in der Rückschau erzählte Geschichte hatte sich Fechner bewusst für Sepia als Stilmittel entschieden, um dem Film mehr Authentizität zu verleihen. Die Dreharbeiten fanden im Oktober 1974 zum Teil im niedersächsischen Börßum im Landkreis Wolfenbüttel statt. Der Bahnsteig 1 in Börßum wurde in der Filmhandlung nach Rostock verlegt. Auch Lüneburg in Niedersachsen, Eckernförde in Schleswig-Holstein und Hamburg-Harburg (Predigten in der Heimfelder Pauluskirche und Schulszenen) waren Drehorte des TV-Zweiteilers. Die Aufnahmen am Wohnhaus der Familie Kempowski entstanden an der Wattenbergstraße in Hamburg-Heimfeld.
Als Drehort für das Gut Germitz diente das Gut Damp im Kreis Rendsburg-Eckernförde in Schleswig-Holstein. Die Aufnahmen im Harzurlaub entstanden in Wildemann/Oberharz am und um den Bahnhof herum und im Kurpark.

## Filmmusik
Das musikalische Grundthema des Films mit dem Text „Jahre des Lebens; alles vergebens. Wann werden wir uns einmal wieder sehn?“, lieferte der 1. Satz der 6. Symphonie in h-moll, op. 74, „Pathétique“, von Peter Tschaikowski.
Im Verlauf des Films wird in mehreren Szenen der Jazz-Klassiker Georgia on My Mind von Hoagy Carmichael gespielt.

## Kritiken
„Als optimal erscheint auch die Besetzung: Wie Edda Seippel Mutter Kempowskis beklemmend ahnungslose Unverwüstlichkeit spielt, wie sie ihr notorisches ‚Nein, wie isses nun bloß möglich‘ nölt; wie Martin Semmelrogge den Sekundaner-Schmiß des Sohnes Robert hinlegt; wie Karl Lieffen, hier ein disziplinierter Komödiant, den ‚vogeligen‘ Vater seine Kalauer schwadronieren läßt und ihm am Ende sogar, durch seinen unterm Kriegserlebnis lustloser werdenden Schnack, eine Spur von Tragik einspielt – ‚primig‘!“

„Da wird ein Film gezeigt – die Regie: besser nicht denkbar; die Schauspieler: das Kunststück vollbringend, Individuen zu zeigen, die exemplarisch sind – Personen, die, unverwechselbar in ihrer Eigenständigkeit, dennoch als Charaktermasken fungieren – ein Film, der, in der Vergangenheit angesiedelt, die Gegenwart mitbedeutet. Das Perfekt, zeigen Kempowski und Fechner, ist ein Imperfekt. Die Handlung dauert noch an. Die Familie K. hat sich in ihrer Struktur nicht verändert. Die Leitmotive des Films weisen über das Stück hinaus und zeigen: eine Wiederholung ist jederzeit möglich. Das sozial-darwinistische Denkmuster dieser Familie bleibt dominant.“

## Fortsetzung
1979 erschien, ebenfalls unter Fechners Regie, die dreiteilige Fortsetzung der Kempowskischen Familiengeschichte unter dem Titel Ein Kapitel für sich.

## DVD
Seit 2005 ist der Film auf DVD erhältlich, seit 2017 auch in digital restaurierter Version.